# Свейер, Ханнес
Ханнес Оке Лауман Свейер (швед. Hannes Åke Lauman Sveijer; род. 28 апреля 2002) — шведский футболист, вратарь клуба «Сириус».

## Клубная карьера
Начинал заниматься футболом в клубе «Ваксала». В 2014 году перешёл в «Сириус», в составе которого выступал за детские и юношеские команды. 31 марта 2019 года в связи с травмой Юна Альвбоге впервые попал в заявку команды на матч чемпионата Швеции с «Кальмаром», но на поле не появился. 28 ноября подписал первый профессиональный контракт с клубом, рассчитанный на три года.
В конце июня 2020 года отправился в аренду в «Лулео», выступающий в шведском первом дивизионе. 5 июля сыграл свою первую игру за команду в матче с «Карлстадом», оставив свои ворота в неприкосновенности. В общей сложности за время аренды Свейер принял участие в семи матчах, в которых пропустил семь мячей.
В августе 2020 года он был отозван из аренды в «Лулео», после чего был направлен в другой клуб — «Соллентуну», также выступавшую в первом дивизионе. В игре очередного тура с «Карлслундом» он впервые появился в воротах нового клуба. На 60-й минуте встречи пропустил один мяч, однако, его команда смогла отыграться и одержать победу в меньшинстве со счётом 2:1.
После завершения сезона вернулся в «Сириус». Сезон в Аллсвенскане продолжался, и Свейер дебютировал в чемпионате Швеции 23 ноября 2020 года в игре с «Мьельбю».
Первую половину сезона 2021 года провёл в первом дивизионе, выступая на правах аренды за «Сандвикен». В матче второго тура нового чемпионата против «Броммапойкарны» Ханнес впервые появился на поле. За время аренды он провёл семь матчей, пропустив в них девять голов.

## Клубная статистика
| Выступление      | Выступление      | Выступление      | Лига | Лига | Кубки | Кубки | Конт. кубки | Конт. кубки | Итого | Итого |
| Клуб             | Лига             | Сезон            | Игры | Голы | Игры  | Голы  | Игры        | Голы        | Игры  | Голы  |
| ---------------- | ---------------- | ---------------- | ---- | ---- | ----- | ----- | ----------- | ----------- | ----- | ----- |
| Сириус           | Аллсвенскан      | 2020             | 3    | -4   | 0     | 0     | 0           | 0           | 3     | -4    |
| Сириус           | Аллсвенскан      | 2021             | 1    | -5   | 0     | 0     | 0           | 0           | 1     | -5    |
| Сириус           | Итого            | Итого            | 4    | -9   | 0     | 0     | 0           | 0           | 4     | -9    |
| → Лулео          | Дивизион 1       | 2020             | 7    | -7   | 0     | 0     | 0           | 0           | 7     | -7    |
| → Лулео          | Итого            | Итого            | 7    | -7   | 0     | 0     | 0           | 0           | 7     | -7    |
| → Соллентуна     | Дивизион 1       | 2020             | 13   | -18  | 0     | 0     | 0           | 0           | 13    | -18   |
| → Соллентуна     | Итого            | Итого            | 13   | -18  | 0     | 0     | 0           | 0           | 13    | -18   |
| → Сандвикен      | Дивизион 1       | 2021             | 7    | -9   | 0     | 0     | 0           | 0           | 7     | -9    |
| → Сандвикен      | Итого            | Итого            | 7    | -9   | 0     | 0     | 0           | 0           | 7     | -9    |
| Всего за карьеру | Всего за карьеру | Всего за карьеру | 31   | -43  | 0     | 0     | 0           | 0           | 31    | -43   |